# Califato

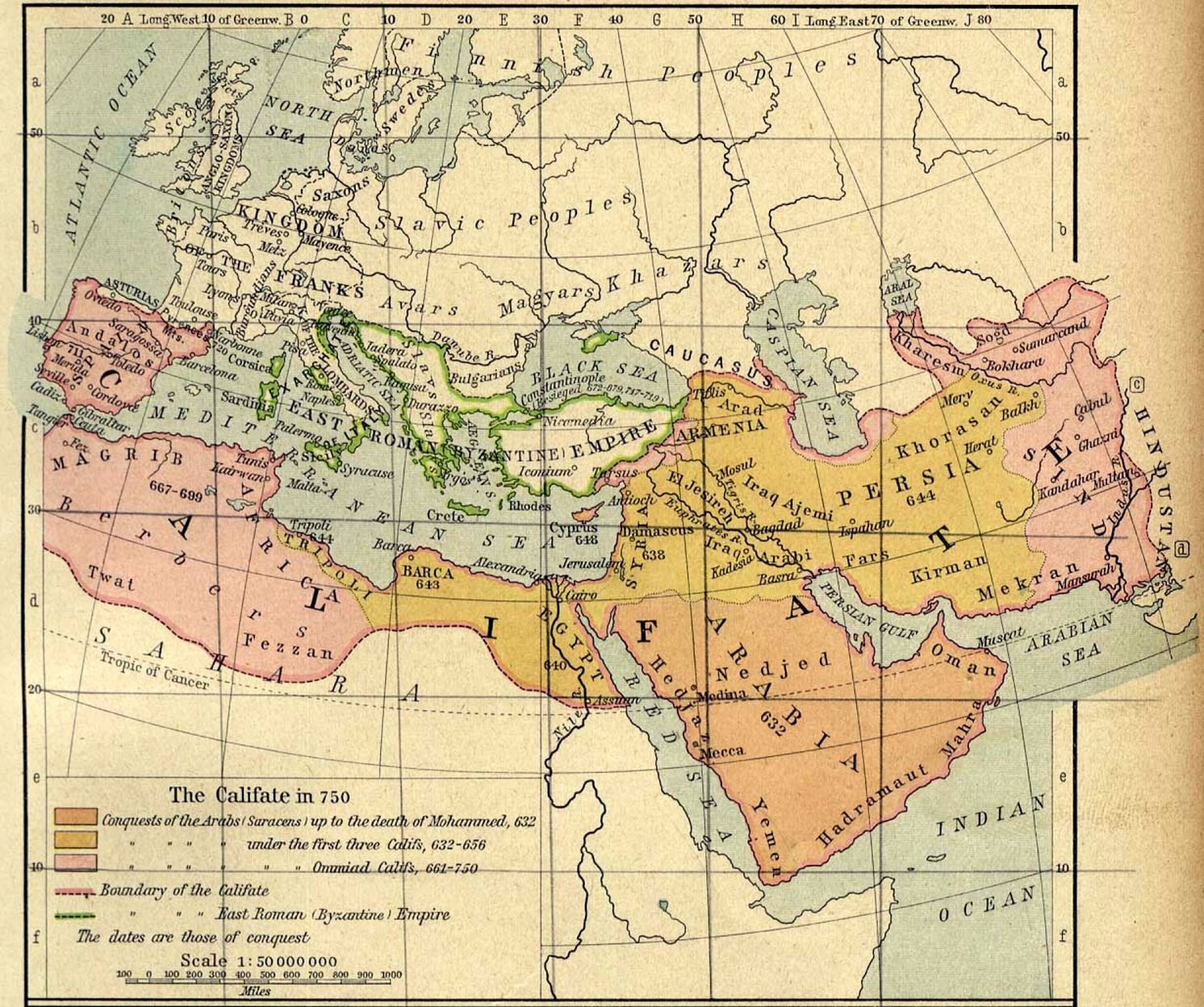
El territorio del califato Omeya en el año 750.

Un califato (en árabe: خَلِيفَةْ Khalīfa (escuchar)ⓘ) es una forma monárquica de gobierno (inicialmente electiva, más tarde absoluta) originada en la Arabia del siglo VII, cuya identidad política se basa en la reivindicación de suceder al Estado Islámico de Mahoma y en la identificación de un monarca llamado califa como su heredero y sucesor. El título de califa, equivalente a títulos como rey, zar o kan en otras partes del mundo, dio lugar a numerosas guerras civiles, conflictos sectarios y califatos regionales paralelos. Históricamente, los califatos fueron entidades políticas basadas en el islam que llegaron a ser imperios multiétnicos transnacionales. Un califato es también un estado que implementa este tipo de sistema político, aunque no todos los estados musulmanes han tenido califatos. La rama suní del islam estipula que, como jefe de Estado, un califa debe ser elegido por los musulmanes o sus representantes. Sin embargo, los chiitas creen que un califa debe ser un imán elegido por Dios de entre los miembros de la familia de Mahoma, es decir, sus descendientes directos, llamados Ahl ul-Bayt (literalmente "gente de la casa"). En términos más simples, la mayoría suní favorece las elecciones, mientras que la minoría chiita prefiere el linaje.
El Califato Rashidun fue el primer califato que sucedió a Mahoma, y que fue gobernado por los primeros cuatro califas sucesores de este profeta después de su muerte.

## Etimología
El término califato viene de califa + -ato. La palabra califa, a su vez, deriva del francés calife y este del árabe ḵalīfa (خَلِيفَة, pronunciado: [xa.liː.fa] (escucharⓘ)), el cual podría ser transliterado al español como jalifa, o usando la transliteración fonética del árabe utilizando el alfabeto latino khalifa ("vicario", "sucesor", "califa").

## Califatos del islam
Surgieron o se crearon los siguientes califatos:
Continuos
- Cuatro Califas Ortodoxos (632-661). Elegidos por la comunidad. Único califato reconocido por suníes y chiíes. Su capital fue Medina.
- Califato Omeya (661-750). Primer califato hereditario de orientación sunita. Su capital fue Damasco.
- Califato Abasida (750-1258). De orientación sunita. Su capital fue Kufa (756-762) y finalmente fue Bagdad (762-1258)
- Califato Otomano (1517-1924). De orientación sunita. Su capital fue Estambul. Turquía abolió el califato en la reforma constitucional de 1926.

«Rebeldes» o independientes
- Califato Fatimí (909-1171). De orientación chií. Sus capitales fueron Kairuán (909-973) y El Cairo (973-1171).
- Califato Omeya de Córdoba (929-1031). De orientación sunita fundado por Abderramán I de la familia Omeya al huir hacia España tras la Revolución abasí, naturalmente no reconocido por el Califato abasí. En 929 Abderramán III se proclama príncipe de los creyentes.
- Califato de Sokoto (1809-1903). De orientación suní y creado en África por la etnia fulani en el contexto de los Yihads fulani.

Además, el Imperio almohade (1145-1269), con capital en Marrakech, aunque no fue oficialmente un califato ni su gobernante usó el título de califa, sí hizo uso de un tratamiento habitualmente asociado al califa: el de príncipe de los creyentes (luego heredado por el sultán de Marruecos, hasta la actualidad).
Por otro lado, Husayn ibn Ali, jerife de La Meca, tras la caída del Imperio Otomano y en medio de los debates que recorrían el mundo islámico sobre la recuperación del recién abolido califato, utilizó durante unos años, hasta su muerte, el título de califa.
El califa era también la máxima autoridad del imperio islámico.

## Historia

### Califato Rashidun (632-661)

#### Sucesión de Mahoma
Inmediatamente después de la muerte de Mahoma, tuvo lugar una reunión de los Ansar (nativos de Medina) en el Saqifah (patio) del clan Banu Sa'ida. La creencia general de la época era que el propósito de la reunión era que los Ansar decidieran entre ellos un nuevo líder de la comunidad musulmana ("umma"), con la exclusión intencionada de los Muhajirun (emigrantes de La Meca), aunque esto ha sido posteriormente objeto de debate.
Sin embargo, Abu Bakr y Umar, ambos destacados compañeros de Mahoma, al enterarse de la reunión se preocuparon por un posible golpe de Estado y se apresuraron a acudir a la misma. Al llegar, Abu Bakr se dirigió a los reunidos advirtiéndoles de que un intento de elegir a un líder que no perteneciera a la propia tribu de Mahoma, los Quraysh, probablemente daría lugar a disensiones, ya que sólo ellos podían inspirar el respeto necesario entre la comunidad. Entonces tomó a Umar y a otro compañero, Abu Ubaidah ibn al-Jarrah, de la mano y los ofreció a los Ansar como posibles opciones. Se le contestó con la sugerencia de que los Quraysh y los Ansar eligieran un líder cada uno de ellos, que gobernarían conjuntamente. El grupo se acaloró al escuchar esta propuesta y comenzó a discutir entre ellos. Umar se apresuró a tomar la mano de Abu Bakr y a jurar su propia lealtad a éste, ejemplo que siguieron los hombres reunidos.
Abu Bakr fue aceptado casi universalmente como jefe de la comunidad musulmana (bajo el título de Califa) como resultado de Saqifah, aunque se enfrentó a la contención como resultado de la naturaleza precipitada del evento. Varios compañeros, el más destacado de ellos Alí ibn Abi Talib, se negaron inicialmente a reconocer su autoridad. Es posible que se esperara razonablemente que Alí asumiera el liderazgo, siendo a la vez primo y yerno de Mahoma. El teólogo Ibrahim al-Nakha'i afirmó que Alí también contaba con el apoyo de los Ansar para su sucesión, lo que se explicaba por los vínculos genealógicos que compartía con ellos. Se desconoce si su candidatura a la sucesión se planteó durante la Saqifah, aunque no es improbable. Más tarde, Abu Bakr envió a Umar a enfrentarse a Alí para ganarse su lealtad, lo que dio lugar a un altercado que pudo implicar violencia. Sin embargo, después de seis meses el grupo hizo las paces con Abu Bakr y Alí le ofreció su lealtad.

#### Califas rāshidun

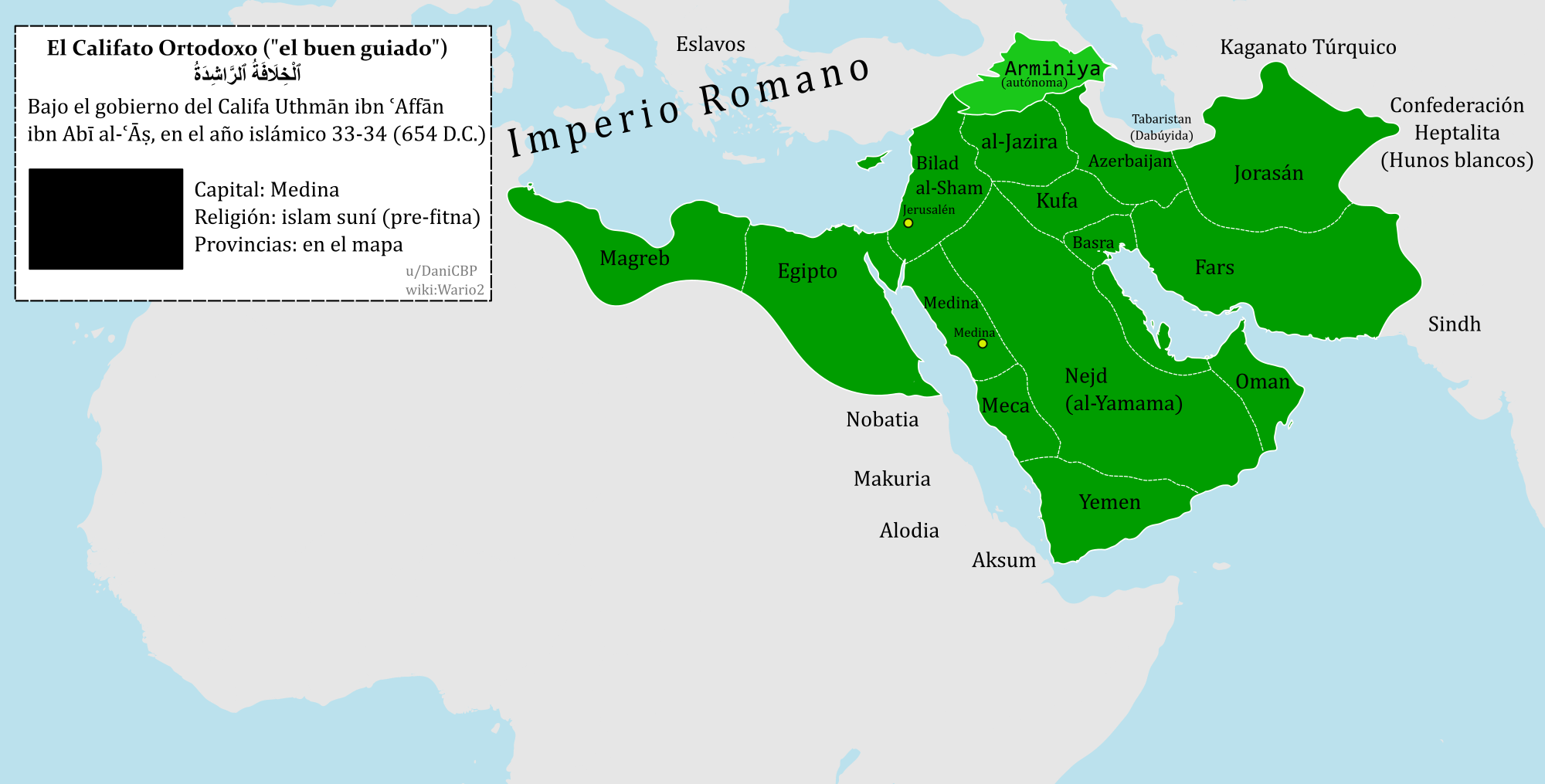
El Califato rashidun en su mayor extensión, bajo el gobierno del Califa Uthman

Abu Bakr nombró a Umar como su sucesor en su lecho de muerte. Umar, el segundo califa, fue asesinado por un esclavo persa llamado Abu Lu'lu'a Firuz. Su sucesor, Uthman, fue elegido por un consejo de electores (majlis). Uthman fue asesinado por miembros de un grupo desafecto. Alí tomó entonces el control, pero no fue aceptado universalmente como califa por los gobernadores de Egipto y, más tarde, por algunos de su propia guardia. Se enfrentó a dos grandes rebeliones y fue asesinado por Abd-al-Rahman ibn Muljam, un jawarij. El tumultuoso gobierno de Alí duró sólo cinco años. Este periodo se conoce como la Fitna, o la primera guerra civil islámica. Los seguidores de Alí se convirtieron más tarde en los chiíes ("shiaat Alí", partidarios de Alí.) secta minoritaria del Islam y rechazan la legitimidad de los 3 primeros califas. Los seguidores de los cuatro califas Rāshidun (Abu Bakr, Umar, Uthman y Alí) se convirtieron en la secta mayoritaria suní.
Bajo el Rāshidun cada región (sultanato, valiato, o emirato) del califato tenía su propio gobernador (sultán, vali o emir). Muāwiyah, pariente de Uthman y gobernador (Wali) de Siria, sucedió a Alí como califa. Muāwiyah transformó el califato en un cargo hereditario, fundando así la dinastía omeya.
En las zonas que anteriormente estaban bajo el dominio del Imperio sasánida o del Bizantino, los califas redujeron los impuestos, proporcionaron una mayor autonomía local (a sus gobernadores delegados), una mayor libertad religiosa a los judíos y a algunos cristianos autóctonos, y trajeron la paz a los pueblos desmoralizados y desafiados por las bajas y la fuerte fiscalidad resultante de las décadas de Guerra bizantino-persa.

#### El califato de Alí, Hasan y el ascenso de la dinastía omeya
El reinado de Alí estuvo plagado de agitación y luchas internas. Los persas, aprovechando esto, se infiltraron en los dos ejércitos y atacaron al otro ejército provocando el caos y el odio interno entre los compañeros de Mahoma en la Batalla de Siffin. La batalla duró varios meses, resultando en un empate. Para evitar más derramamiento de sangre, Alí aceptó negociar con Mu'awiyah. Esto hizo que una facción de aproximadamente 4.000 personas, que llegaría a ser conocida como los jariyitas, abandonara la lucha. Tras derrotar a los jariyitas en la batalla de Nahrawan, Alí fue asesinado posteriormente por el jariyita Ibn Muljam. El hijo de Alí Hasan fue elegido como siguiente califa, pero abdicó en favor de Mu'awiyah unos meses después para evitar cualquier conflicto dentro de los musulmanes. Mu'awiyah se convirtió en el sexto califa, estableciendo la dinastía omeya, llamada así por el bisabuelo de Uthman y Mu'awiyah, Umayya ibn Abd Shams.

### Califato de los Omeyas (661-750)

El Califato, 622-750
Expansión bajo Mahoma, 622-632
Expansión durante los Califas Rashidun, 632-661
Expansión durante el califato omeya, 661-750

A partir de los omeyas, el título de califa pasó a ser hereditario. Con los Omeyas, el territorio del califato se expandió con rapidez, incorporando el Cáucaso, Transoxiana, Sindh, el Magreb y gran parte de la península ibérica (al-Ándalus) al mundo musulmán. En su momento de máxima extensión, el califato omeya abarcaba 13,400,000 km2,lo cual lo convertía en el imperio más grande que hubiera existido en el mundo y el sexto más grande de la historia.
Desde un punto de vista geográfico, el imperio estaba dividido en varias provincias, cuyas fronteras cambiaron varias veces durante el reinado omeya. Cada provincia tenía un gobernador designado por el califa. Sin embargo, por una variedad de razones, incluyendo que no fueron elegidos por la Shura y sugerencias de comportamiento impío, la dinastía Omeya no fue universalmente apoyada dentro de la comunidad musulmana. Algunos apoyaron a prominentes primeros musulmanes como Zubayr ibn al-Awwam; otros sintieron que solo los miembros del clan de Mahoma, los Banu Hashim, o su propio linaje, los descendientes de Ali, deberían gobernar.
Hubo numerosas rebeliones contra los omeyas, así como escisiones dentro de las filas omeyas (en particular, la rivalidad entre las tribus Yaman y Qays). A las órdenes de Yazid hijo de Muawiya, un ejército dirigido por Umar ibn Saad, un comandante con el nombre de Shimr Ibn Thil-Jawshan mató al hijo de Alí Hussein y a su familia en la Batalla de Karbala en el año 680, solidificando las relaciones chiitas-sunitas. Finalmente, los partidarios de los Banu Hashim y los partidarios del linaje de Alí se unieron para derrocar a los omeyas en el 750. Sin embargo, los Shi'at 'Alī, "el Partido de Alí", volvieron a quedar decepcionados cuando la dinastía abasí tomó el poder, ya que los abasíes descendían del tío de Mahoma, 'Abbas ibn 'Abd al-Muttalib y no de Alí.

### Califato abasí (750-1517)

#### Califas abasíes en Bagdad

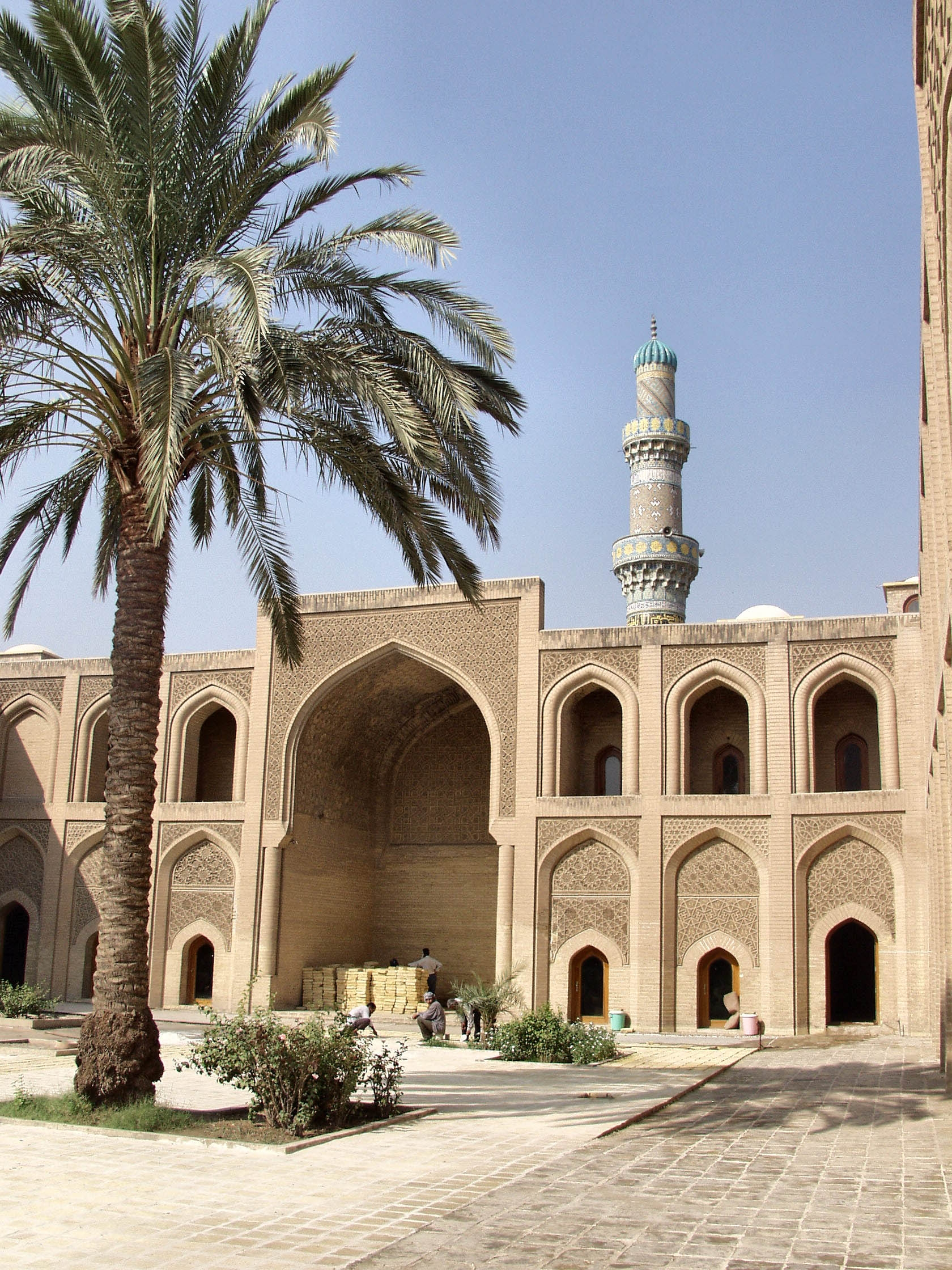
Madrasa Mustansiriya en Bagdad.

En el año 750, la dinastía omeya fue derrocada por otra familia de origen mecaico, los abasíes. Su época representó un florecimiento científico, cultural y religioso. El arte y la música islámicos también florecieron significativamente durante su reinado. Su principal ciudad y capital Bagdad comenzó a florecer como centro de conocimiento, cultura y comercio. Este periodo de florecimiento cultural terminó en 1258 con el saco de Bagdad por parte de los mongoles al mando de Hulagu Khan. Sin embargo, el califato abasí ya había perdido su poder efectivo fuera de Irak hacia el año 920. Hacia el año 945, la pérdida de poder se hizo oficial cuando la tribu buyids conquistó Bagdad y todo Irak. El imperio se desmoronó y sus partes fueron gobernadas durante el siglo siguiente por dinastías locales.
En el siglo IX, los abasíes crearon un ejército leal sólo a su califato, compuesto predominantemente por esclavos turcos de origen cuman, circasiano y georgiano, conocidos como mamelucos. Hacia 1250 los mamelucos llegaron al poder en Egipto. El ejército mameluco, aunque a menudo se ve de forma negativa, ayudó y perjudicó al califato. Al principio, proporcionó al gobierno una fuerza estable para hacer frente a los problemas internos y externos. Sin embargo, la creación de este ejército extranjero y el traslado de la capital de Bagdad a Samarra por parte de al-Mu'tasim crearon una división entre el califato y los pueblos que decían gobernar. Además, el poder de los mamelucos no dejó de crecer hasta que Ar-Radi (934-41) se vio obligado a ceder la mayoría de las funciones reales a Muhammad ibn Ra'iq.

#### Bajo el sultanato mameluco de El Cairo (1261-1517)
En 1261, tras la conquista mongola de Bagdad, los gobernantes mamelucos de Egipto intentaron ganar legitimidad para su gobierno declarando el restablecimiento del califato abasí en El Cairo. Los califas abbasíes en Egipto tenían poco poder político; seguían manteniendo los símbolos de autoridad, pero su dominio se limitaba a los asuntos religiosos.[cita requerida] El primer califa abbasí de El Cairo fue Al-Mustansir (r. junio-noviembre de 1261). El califato abasí de El Cairo duró hasta la época de Al-Mutawakkil III, que gobernó como califa desde 1508 hasta 1516, luego fue depuesto brevemente en 1516 por su predecesor Al-Mustamsik, pero fue restaurado de nuevo en el califato en 1517.
El Gran Sultán otomano Selim I derrotó al sultanato mameluco e hizo que Egipto formara parte del Imperio Otomano en 1517. Al-Mutawakkil III fue capturado junto con su familia y transportado a Constantinopla como prisionero, donde tuvo un papel ceremonial. Murió en 1543, tras su regreso a El Cairo.

#### Califatos regionales paralelos en la última época abasí
La dinastía abasí perdió el poder efectivo sobre gran parte del reino musulmán en la primera mitad del siglo X.
La dinastía omeya, que había sobrevivido y llegado a gobernar sobre al-Ándalus, reclamó el título de califa en el año 929, durando hasta su derrocamiento en 1031.

##### Califato Omeya de Córdoba (929-1031)

Mapa del Califato de Córdoba c. 1000

Durante la dinastía omeya, la península ibérica era una provincia integrante del califato omeya que gobernaba desde Damasco. Los omeyas perdieron el cargo de califa en Damasco en el año 750, y Abd al-Rahman I se convirtió en emir de Córdoba en el año 756 tras seis años de exilio. Con la intención de recuperar el poder, derrotó a los gobernantes islámicos de la zona que desafiaban el dominio omeya y unió varios feudos locales en un emirato.
Los gobernantes del emirato utilizaron el título de "emir" o "sultán" hasta el siglo X, cuando Abd al-Rahman III se enfrentó a la amenaza de invasión del califato fatimí. Para ayudar en su lucha contra los fatimíes invasores, que reclamaban el califato en oposición al califa abbasí de Bagdad, Al-Mu'tadid generalmente reconocido, Abd al-Rahman III reclamó el título de califa él mismo. Esto ayudó a Abd al-Rahman III a ganar prestigio entre sus súbditos, y el título se mantuvo después de que los fatimíes fueran rechazados. El gobierno del califato se considera el apogeo de la presencia musulmana en la península ibérica, antes de que se fragmentara en varias taifas en el siglo XI. Este periodo se caracterizó por el florecimiento de la tecnología, el comercio y la cultura; muchos de los edificios de al-Ándalus fueron construidos en esta época.

##### Califato almohade (1147-1269)

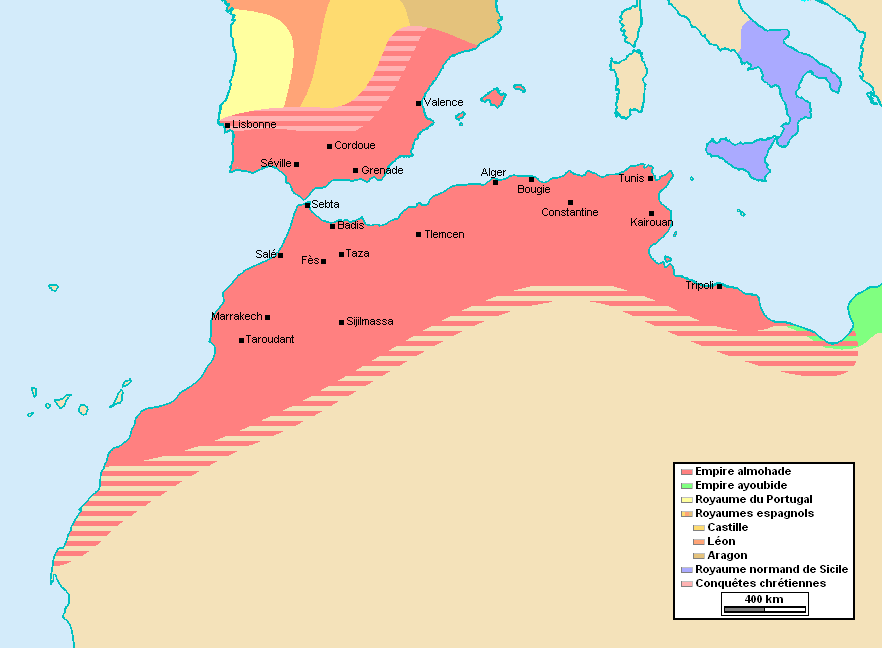
El imperio almohade en su máxima extensión, c. 1180-1212

El califato almohade (en lenguas bereberes: Imweḥḥden, del árabe الموحدون al-Muwaḥḥidun, "los monoteístas" o "los unificadores") fue un marroquí Berber Movimiento musulmán fundado en el siglo XII.
El movimiento almohade fue iniciado por Ibn Tumart entre las tribus Masmuda del sur de Marruecos. Los almohades establecieron por primera vez un estado bereber en Tinmel en las montañas del Atlas aproximadamente en 1120. Los almohades consiguieron derrocar a la dinastía almorávide en el gobierno de Marruecos en 1147, cuando Abd al-Mu'min (r. 1130-1163) conquistó Marrakech y se declaró califa. A continuación, extendió su poder por todo el Magreb en 1159. Al-Ándalus siguió el destino de África y toda la Iberia islámica estaba bajo el dominio almohade en 1172.
El dominio almohade de Iberia continuó hasta 1212, cuando Muhammad al-Nasir (1199-1214) fue derrotado en la Batalla de las Navas de Tolosa en Sierra Morena por una alianza de los príncipes cristianos de Castilla, Aragón, Navarra y Portugal.  Casi todos los dominios moriscos en Iberia se perdieron poco después, cayendo las grandes ciudades moras de Córdoba y Sevilla a manos de los cristianos en 1236 y 1248, respectivamente.
Los almohades continuaron gobernando en el norte de África hasta que la pérdida paulatina de territorio por la revuelta de tribus y distritos permitió el surgimiento de sus enemigos más eficaces, la dinastía mariní, en 1215.[cita requerida] El último representante de la línea, Idris al-Wathiq, quedó reducido a la posesión de Marrakech, donde fue asesinado por un esclavo en 1269; los meriníes se apoderaron de Marrakech, poniendo fin al dominio almohade del Magreb Occidental.

### Califato fatimí (909-1171)

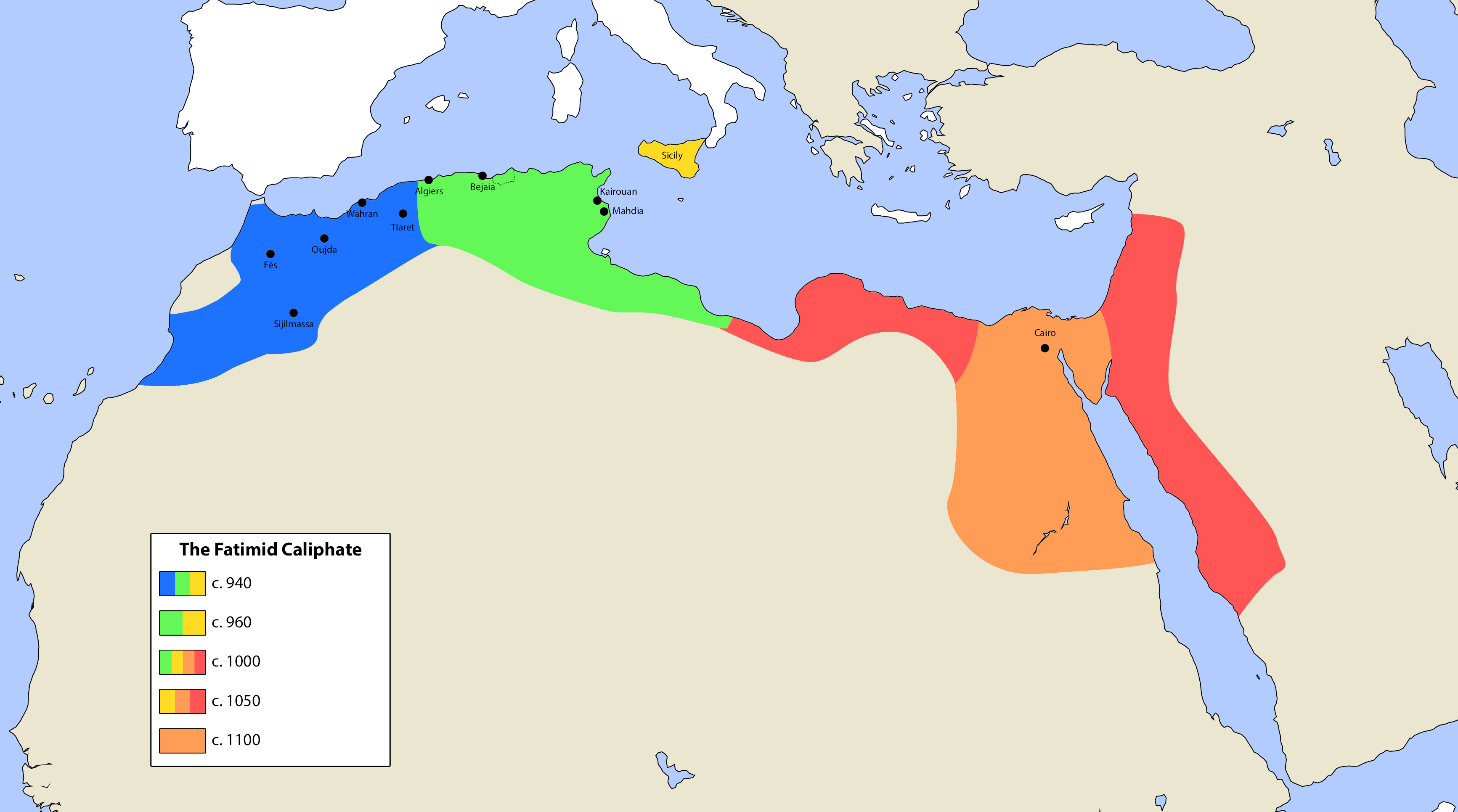
Mapa del Califato Fatimí en su mayor extensión a principios del.

El califato fatimí fue un califato chiita ismaelita, originalmente con sede en Túnez, que extendió su dominio a lo largo de la costa mediterránea de África y finalmente convirtió a Egipto en el centro de su califato. En su apogeo, además de Egipto, el califato incluía diversas zonas del Magreb, Sicilia, el Levante y el Hiyaz.
Los fatimíes fundaron la ciudad tunecina de Mahdia y la convirtieron en su capital, antes de conquistar Egipto y construir allí la ciudad de El Cairo en 969. A partir de entonces, El Cairo se convirtió en la capital del califato y Egipto en el centro político, cultural y religioso del Estado. El estudioso del islam Louis Massignon denominó el siglo IV / X de la era cristiana como el "siglo del ismailismo" en la historia del islam".
El término fatimita se utiliza a veces para referirse a los ciudadanos de este califato. La élite gobernante del estado pertenecía a la rama ismaelita del chiismo. Los líderes de la dinastía eran imanes ismaelíes y tenían un significado religioso para los musulmanes ismailíes. También forman parte de la cadena de titulares del cargo de califa, como reconocen algunos musulmanes. Por lo tanto, se trata de un periodo poco frecuente en la historia en el que los descendientes de Alí (de ahí el nombre de fatimíes, en referencia a la esposa de Alí Fátima) y el califato estuvieron unidos en algún grado, exceptuando el periodo final del Califato Rashidun bajo el propio Alí.
El califato tenía fama de ejercer cierto grado de tolerancia religiosa hacia las sectas no ismaelitas del Islam, así como hacia los judíos, cristianos malteses y coptos.
El shiʻa Ubayd Allah al-Mahdi Billah del Dinastía Fatimí, que afirmaba descender de Mahoma a través de su hija, reclamó el título de califa en 909, creando una línea separada de califas en el norte de África. Los califas fatimíes, que en un principio controlaban Argelia, Túnez y Libia, extendieron su dominio durante los siguientes 150 años, tomando Egipto y Palestina, antes de que la dinastía abasí lograra cambiar la situación, limitando el dominio fatimí a Egipto. La dinastía fatimí terminó finalmente en 1171 y fue superada por Saladino de la dinastía ayubí.

### Califato ayubí (1171-1260)

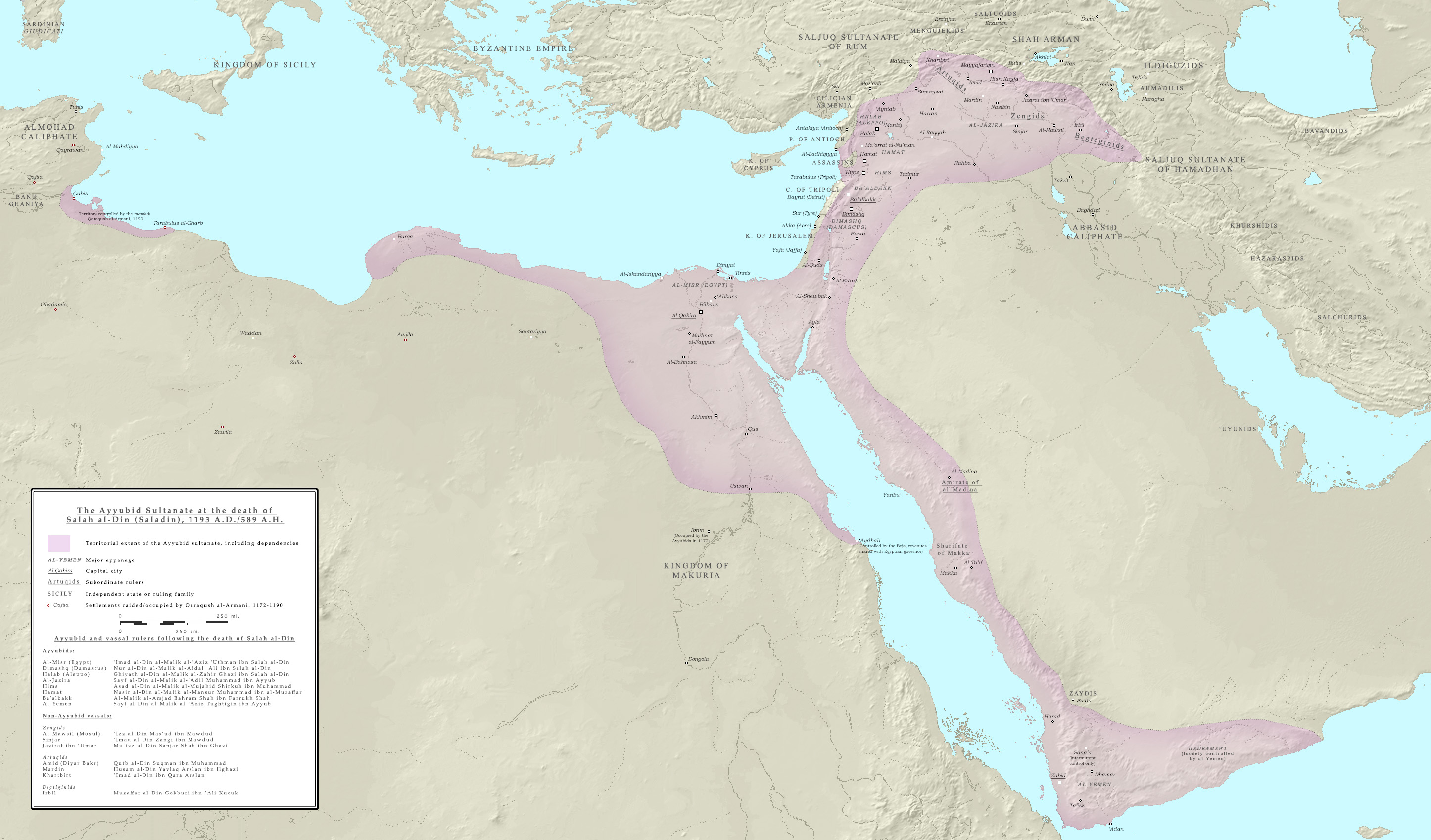
El sultanato ayubí (en rosa) a la muerte de Saladino en 1193

El Imperio ayúbida superó a los fatimíes incorporando el imperio al califato abasí. Sin embargo, el propio Saladino ha sido un califa muy celebrado en la historia islámica.

### Califato otomano (1517-1924)

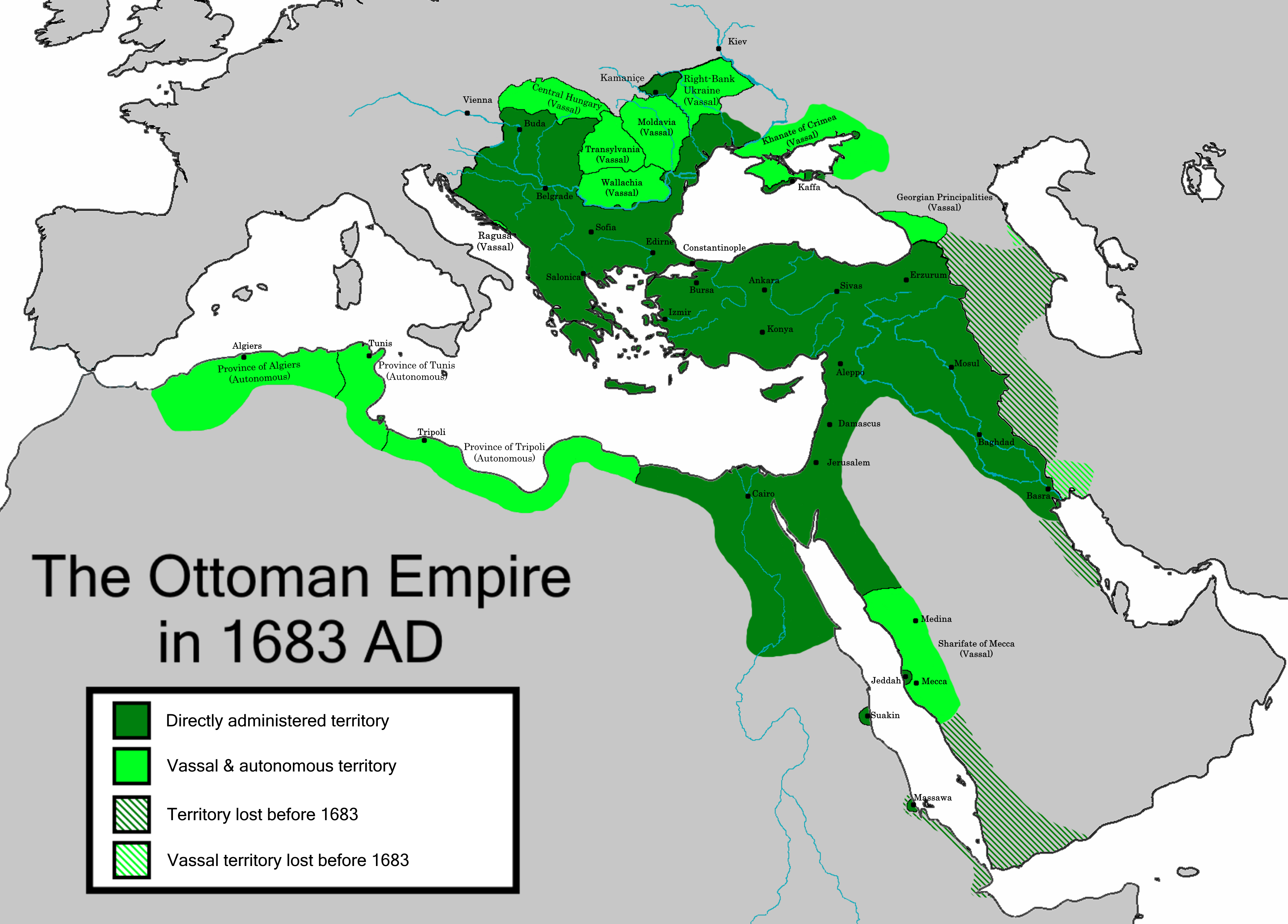
El Imperio Otomano en su mayor extensión en 1683, bajo el sultán Mehmed IV

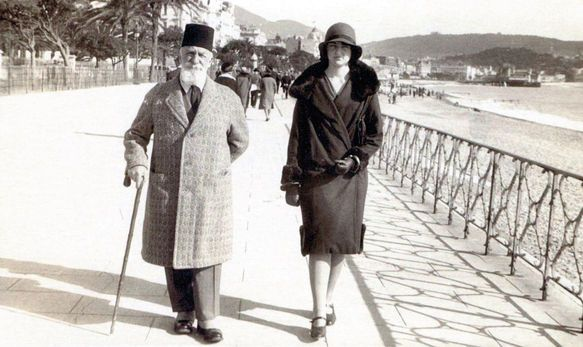
Abdulmejid II, el último califa del Islam suní de la dinastía otomana, con su hija Dürrüşehvar Sultan

El califato fue reclamado por los sultanes del Imperio Otomano a partir de Murad I (reinó de 1362 a 1389), mientras que no reconocía ninguna autoridad por parte de los califas abasíes del Cairo gobernado por los mamelucos. De ahí que la sede del califato se trasladara a la capital otomana de Edirne. En 1453, tras la conquista de Constantinopla de Mehmed el Conquistador, la sede de los otomanos se trasladó a Constantinopla, la actual Estambul. En 1517, el sultán otomano Selim I derrotó y anexionó a su imperio el sultanato mameluco de El Cairo. Mediante la conquista y la unificación de las tierras musulmanas, Selim I se convirtió en el defensor de las Ciudades Santas de La Meca y Medina, lo que reforzó aún más la reivindicación otomana del califato en el mundo musulmán. Los otomanos llegaron a ser considerados gradualmente como los líderes y representantes de facto del mundo islámico. Sin embargo, los primeros califas otomanos no llevaban oficialmente el título de califa en sus documentos de estado, inscripciones o monedas. Sólo a finales del siglo XVIII los sultanes descubrieron que la reivindicación del califato tenía una utilidad práctica, ya que les permitía contrarrestar las pretensiones rusas de proteger a los cristianos otomanos con su propia pretensión de proteger a los musulmanes bajo el dominio ruso.
El resultado de la Guerra Ruso-Turca de 1768-1774 fue desastroso para los otomanos. Grandes territorios, incluidos aquellos con grandes poblaciones musulmanas, como Crimea, se perdieron a manos del Imperio ruso. Sin embargo, los otomanos bajo Abdul Hamid I reclamaron una victoria diplomática al permitírseles seguir siendo los líderes religiosos de los musulmanes en la ahora independiente Crimea como parte del tratado de paz; a cambio, Rusia se convirtió en el protector oficial de los cristianos en territorio otomano. Según Barthold, la primera vez que los otomanos utilizaron el título de "califa" como título político en lugar de religioso simbólico fue en el Tratado de Küçük Kaynarca con el Imperio ruso en 1774, cuando el Imperio conservó la autoridad moral en el territorio cuya soberanía fue cedida al Imperio ruso.
Los británicos apoyaron y propagaron la opinión de que los otomanos eran califas del Islam entre los musulmanes de la India británica y los sultanes otomanos ayudaron a los británicos emitiendo pronunciamientos a los musulmanes de la India diciéndoles que apoyaran el gobierno británico del sultán Alí III y del sultán Abdülmecid I.
Alrededor de 1880, el sultán Abdul Hamid II reafirmó el título como forma de contrarrestar la expansión rusa en tierras musulmanas. Su reclamación fue aceptada con mayor fervor por los musulmanes del India británica. En vísperas de la Primera Guerra Mundial, el Estado otomano, a pesar de su debilidad en relación con Europa, representaba la mayor y más poderosa entidad política islámica independiente. El sultán también gozaba de cierta autoridad más allá de las fronteras de su reducido imperio como califa de los musulmanes en Egipto, India y Asia Central.
En 1899 John Hay, Secretario de Estado, pidió al embajador estadounidense en el Turquía Otomana, Oscar Straus, que se dirigiera al sultán Abdul Hamid II para que utilizara su posición de califa para ordenar al pueblo Tausūg del Sultanato de Sulu en Filipinas que se sometiera a la soberanía estadounidense y al gobierno militar de ese país; el sultán les obligó y escribió la carta que fue enviada a Sulu vía La Meca. Como resultado, los "mahometanos de Sulu... se negaron a unirse a los insurrectos y se pusieron bajo el control de nuestro ejército, reconociendo así la soberanía estadounidense"."

#### Abolición del Califato (1924)

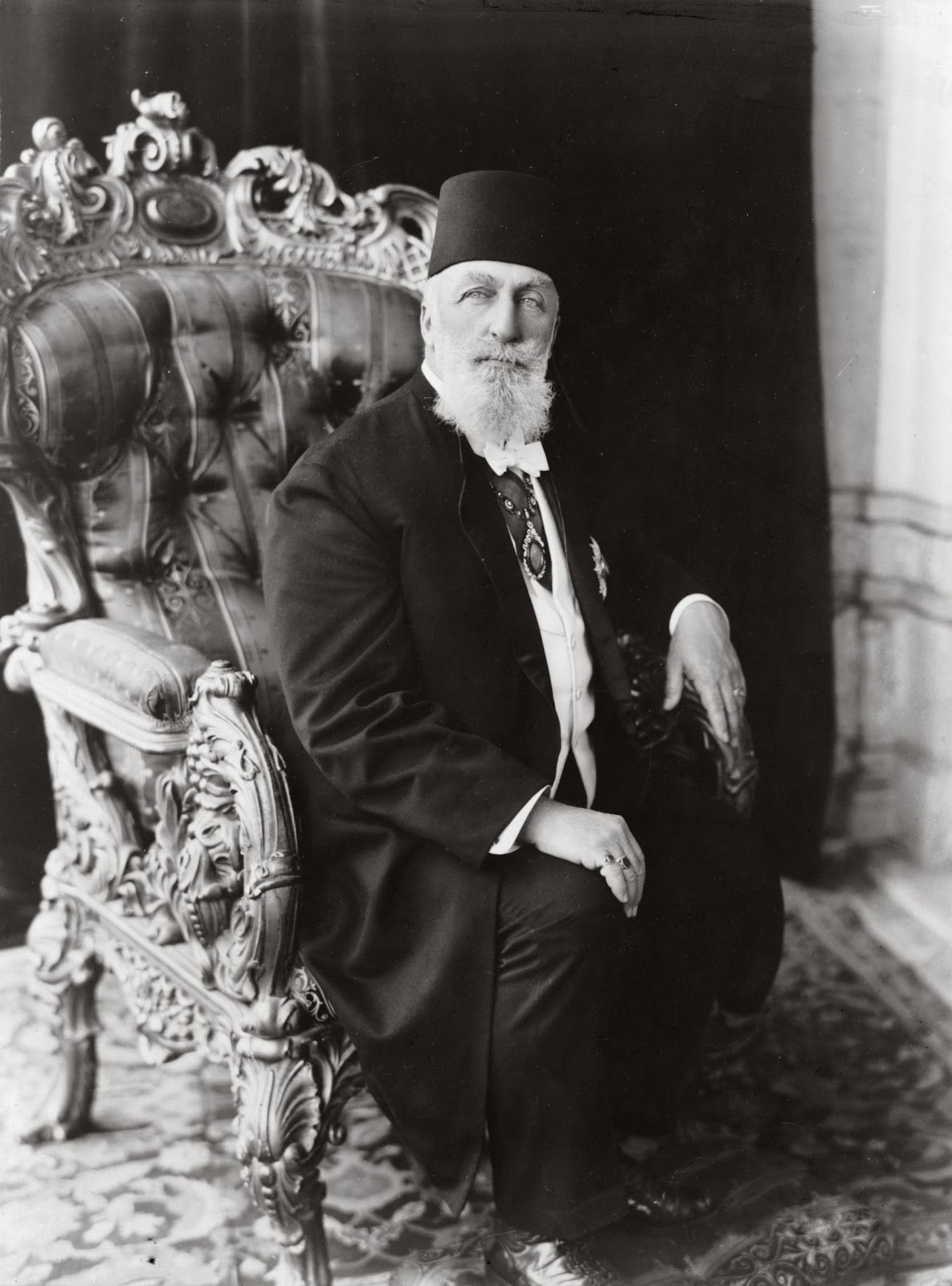
Retrato oficial de Abdulmejid II como califa.

Tras el Armisticio de Mudros de octubre de 1918 con la ocupación militar de Constantinopla y el Tratado de Versalles (1919), la posición de los otomanos era incierta. El movimiento para proteger o restaurar a los otomanos cobró fuerza tras el Tratado de Sèvres (agosto de 1920), que impuso la partición del Imperio Otomano y otorgó a Grecia una poderosa posición en Anatolia, para desgracia de los turcos. Estos pidieron ayuda y el movimiento fue el resultado. El movimiento se derrumbó a finales de 1922.
El 3 de marzo de 1924, el primer presidente de la República Turca, Mustafa Kemal Atatürk, como parte de sus reformas, abolió constitucionalmente la institución del califato. Atatürk ofreció el califato a Ahmed Sharif as-Senussi, con la condición de que residiera fuera de Turquía; Senussi declinó la oferta y confirmó su apoyo a Abdulmejid.. El título fue entonces reclamado por Hussein bin Ali, jerife de La Meca y Hejaz, líder de la Revuelta Árabe, pero su reino fue derrotado y anexionado por ibn Saud en 1925.
El erudito egipcio Ali Abdel Raziq publicó en 1925 su libro El Islam y los fundamentos del gobierno. El argumento de este libro se ha resumido en que "el islam no defiende una forma de gobierno específica". Centró su crítica tanto en los que utilizan la ley religiosa como proscripción política contemporánea como en la historia de los gobernantes que reclaman la legitimidad del califato. Raziq escribió que los gobernantes del pasado difundieron la noción de justificación religiosa del califato "para poder utilizar la religión como escudo protector de sus tronos contra los ataques de los rebeldes".
En 1926 se convocó una cumbre en El Cairo para debatir el renacimiento del califato, pero la mayoría de los países musulmanes no participaron y no se tomó ninguna medida para aplicar las resoluciones de la cumbre. Aunque el título de Ameer al-Mumineen fue adoptado por el rey de Marruecos y por Mohammed Omar, antiguo jefe de los talibanes de Afganistán, ninguno de los dos reivindicó ninguna posición legal ni autoridad sobre los musulmanes fuera de las fronteras de sus respectivos países.[cita requerida]
Desde el fin del Imperio Otomano, se han celebrado manifestaciones ocasionales que reclaman el restablecimiento del califato. Entre las organizaciones que piden el restablecimiento del califato se encuentran Hizb ut-Tahrir y los Hermanos Musulmanes.

#### Califatos regionales paralelos a los otomanos

##### Subcontinente indio

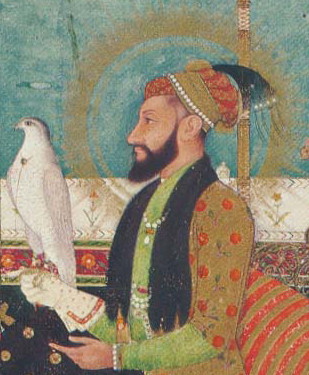
Hafiz Muhiuddin Aurangzeb, a diferencia de sus predecesores, fue considerado califa de la India.

Tras las campañas omeyas en la India y la conquista en pequeños territorios de la parte occidental de la península india, las primeras dinastías musulmanas indias fueron fundadas por la dinastía ghurí y los gaznávidas, entre las que destaca el sultanato de Delhi. Los sultanatos indios no se esforzaron mucho por conseguir un califato, puesto que el Imperio Otomano ya observaba el califato. Aunque el Imperio mogol no está reconocido como un califato, su sexto emperador Muhammad Alamgir Aurangzeb ha sido considerado a menudo como uno de los pocos califas islámicos que han gobernado la península india. Recibió el apoyo de Sultanes otomanos como Suleimán II y Mehmed IV. Como memorizador del Corán, Aurangzeb estableció plenamente la sharia en el sur de Asia mediante su Fatawa 'Alamgiri. Reintrodujo la jizya y prohibió las actividades islámicamente ilícitas. Sin embargo, los gastos personales de Aurangzeb se cubrían con sus propios ingresos, que incluían la costura de gorras y el comercio de sus copias escritas del Corán. Por ello, se le ha comparado con el segundo califa Umar bin Khattab y el conquistador kurdo Saladino. Otros gobernantes notables como Muhammad bin Bakhtiyar Khalji, Alauddin Khilji, Firuz Shah Tughlaq, Shamsuddin Ilyas Shah, Babur, Sher Shah Suri, Nasir I de Kalat, Tipu Sultan, y los Nawabs de Bengala recibieron popularmente el término califa.

##### Califato de Bornu (1472-1893)
El Califato de Bornu, encabezado por los emperadores de Bornu, comenzó en 1472. Sus gobernantes, que eran un estado de la mayor parte del Imperio Kanem-Bornu, mantuvieron el título de califa hasta 1893, cuando fue absorbido por la Colonia Británica de Nigeria y el Protectorado de Camerún del Norte. Los británicos los reconocieron como "sultanes de Bornu", un escalón por debajo de los títulos reales musulmanes. Tras la independencia de Nigeria, sus gobernantes se convirtieron en los "emires de Bornu", otro escalón más.

##### Califato de Yogyakarta (1755-2015)
El Indonesian Sultán de Yogyakarta utilizó históricamente Khalifatullah (Califa de Dios) como uno de sus muchos títulos. En 2015 el sultán Hamengkubuwono X renunció a cualquier pretensión de califato para facilitar que su hija heredara el trono, ya que la opinión teológica de la época era que una mujer puede ocupar el cargo secular de sultán pero no el espiritual de califa.

##### Califato de Sokoto (1804-1903)
El Califato de Sokoto fue un estado islámico en la actual Nigeria dirigido por Usman dan Fodio. Fundado durante la Guerra de los Fulani a principios del siglo XIX, controlaba uno de los imperios más poderosos del África subsahariana antes de la conquista y colonización europeas. El califato siguió existiendo durante el periodo colonial y posteriormente, aunque con un poder reducido. El actual jefe del califato de Sokoto es Sa'adu Abubakar.

##### Imperio Toucouleur (1848-1893)
El Imperio Toucouleur, también conocido como Imperio Tukular, fue uno de los estados de la yihad fulani en el África subsahariana. Finalmente fue pacificado y anexionado por el República Francesa, siendo incorporado al África Occidental Francesa.

##### Movimiento Khilafat (1919-1924)
El Movimiento Khilafat fue lanzado por los musulmanes de las India británica en 1920 para defender el califato otomano al final de la Primera Guerra Mundial y se extendió por todos los territorios coloniales británicos. Fue fuerte en la India británica, donde constituyó un punto de encuentro para algunos musulmanes indios como uno de los muchos movimientos políticos indios antibritánicos. Entre sus líderes estaban Mohammad Ali Jouhar, su hermano Shawkat Ali y Abul Kalam Azad, Dr. Mukhtar Ahmed Ansari, Hakim Ajmal Khan y el abogado Muhammad Jan Abbasi. Durante un tiempo contó con el apoyo de Mohandas Karamchand Gandhi, que era miembro del Comité Central de Khilafat. Sin embargo, el movimiento perdió su impulso tras la abolición del Califato en 1924. Tras nuevas detenciones y la huida de sus líderes, y una serie de ramificaciones escindidas de la organización principal, el Movimiento acabó por extinguirse y disolverse.

### Califato Sharifiano (1924-25)
El Califato Sharifiano (en árabe: خلافة شريفية‎) fue un califato árabe proclamado por los gobernantes Sharifianos del Reino de Hejaz en 1924 anteriormente conocido como Vilayet Hejaz, declarando la independencia del Califato Otomano. La idea del Califato Sharifiano había estado flotando desde al menos el siglo XV. Hacia finales del siglo XIX, comenzó a ganar importancia debido al declive del Imperio Otomano, que fue fuertemente derrotado en la Guerra Ruso-Turca de 1877-78. Sin embargo, hay pocas pruebas de que la idea de un califato sharifiano llegara a obtener un amplio apoyo popular en Oriente Medio o en cualquier otro lugar del mundo musulmán.

## Controversias
En 2014 Abu Bakr al-Baghdadi en nombre del Estado Islámico de Irak y el Levante anunció un autoproclamado califato. Su supuesta capital fue Al Raqa desde 2014 hasta que el 17 de octubre de 2017 las Fuerzas Democráticas Sirias se hicieron con el control total de la ciudad. El 23 de marzo de 2019 EE. UU. y las fuerzas kurdas proclamaron el fin del califato del Estado Islámico en Siria.